# HMAS Warramunga (I44)
Pour les autres navires du même nom, voir HMAS Warramunga.
Le HMAS Warramunga (I44 / D123) est un destroyer de classe Tribal en service dans la Royal Australian Navy pendant la Seconde Guerre mondiale.

## Historique
Entré en service à la fin de 1942, il est d'abord affecté à des fonctions d'escorte de convois, puis à la Task Force 74 australo-américaine en 1943, impliquée dans le soutien de nombreux débarquements amphibies à travers la région de l'Asie du Sud-Est jusqu'à la fin de la guerre. De 1950 à 1952, le Warramunga combat pendant la guerre de Corée, et est transformé en destroyer de lutte ASM. Remis en service en 1954, le destroyer a été l'un des premiers navires australiens à opérer avec la Réserve stratégique d'Extrême-Orient, entreprenant deux visites avec l'organisation avant d'être retiré du service en 1959 et vendu pour démolition en 1963.

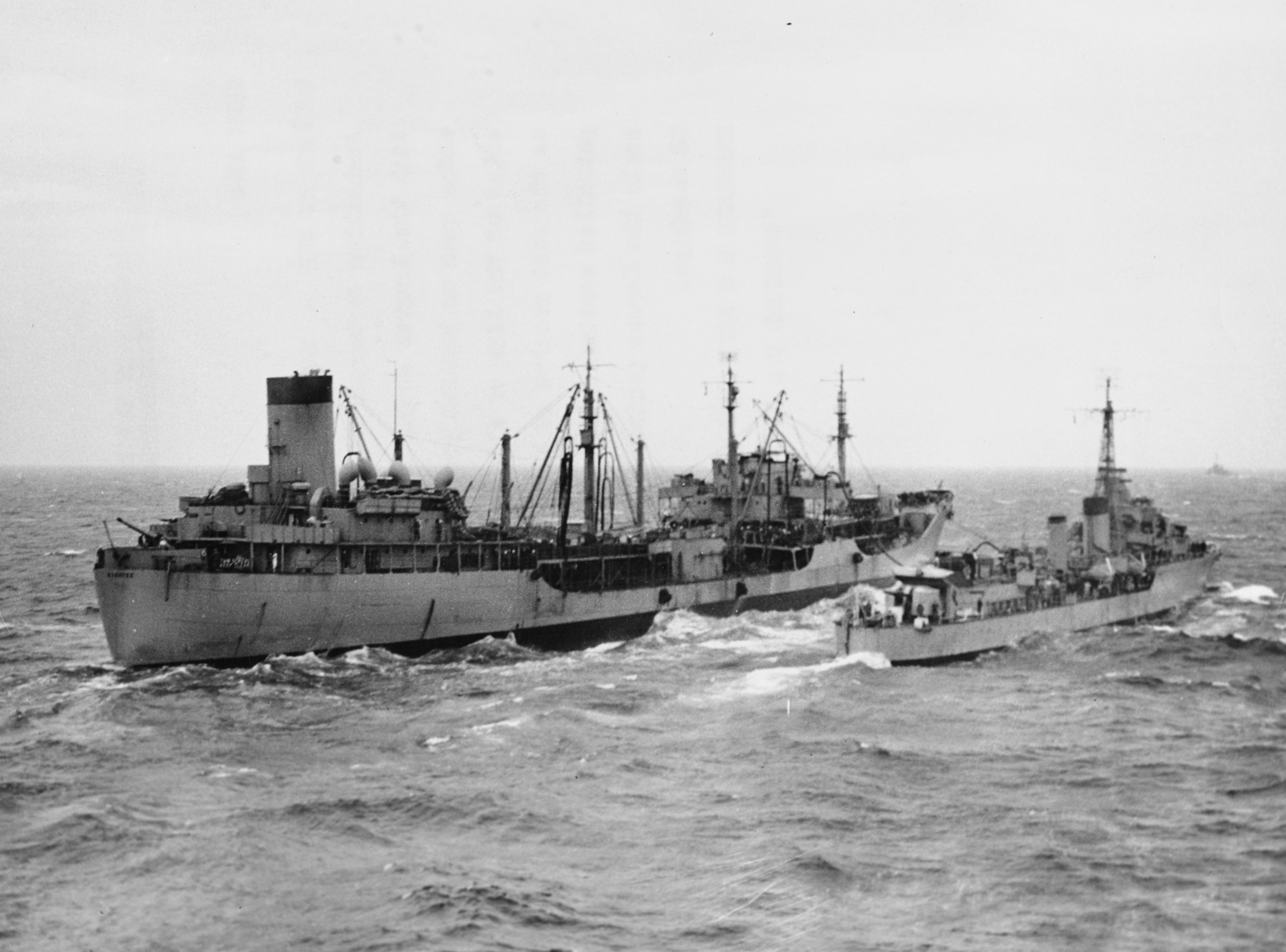
L' ravitaille le Warramunga pendant la guerre de Corée le 27 juin 1951.